# Cyrtodactylus louisiadensis
Cyrtodactylus louisiadensis là một loài thằn lằn trong họ Gekkonidae. Loài này được De Vis mô tả khoa học đầu tiên năm 1892.